# Shelbourne FC
Shelbourne FC este un club de fotbal din Dublin, Irlanda.